# Xã Spring Valley, Quận Fillmore, Minnesota
Xã Spring Valley (tiếng Anh: Spring Valley Township) là một xã thuộc quận Fillmore, tiểu bang Minnesota, Hoa Kỳ. Năm 2010, dân số của xã này là 518 người.